# 新幹線911形ディーゼル機関車
911形は、日本国有鉄道（国鉄）が1964年（昭和39年）の東海道新幹線開業時に、新幹線電車救援用として製造した液体式ディーゼル機関車である。日本車輌製造名古屋工場で3両が製造された。
1号機（911 1）と3号機（911 3）は国鉄時代に廃車され、1987年の国鉄分割民営化時には、2号機（911 2）1両のみが東海旅客鉄道（JR東海）に引き継がれた。

## 概要

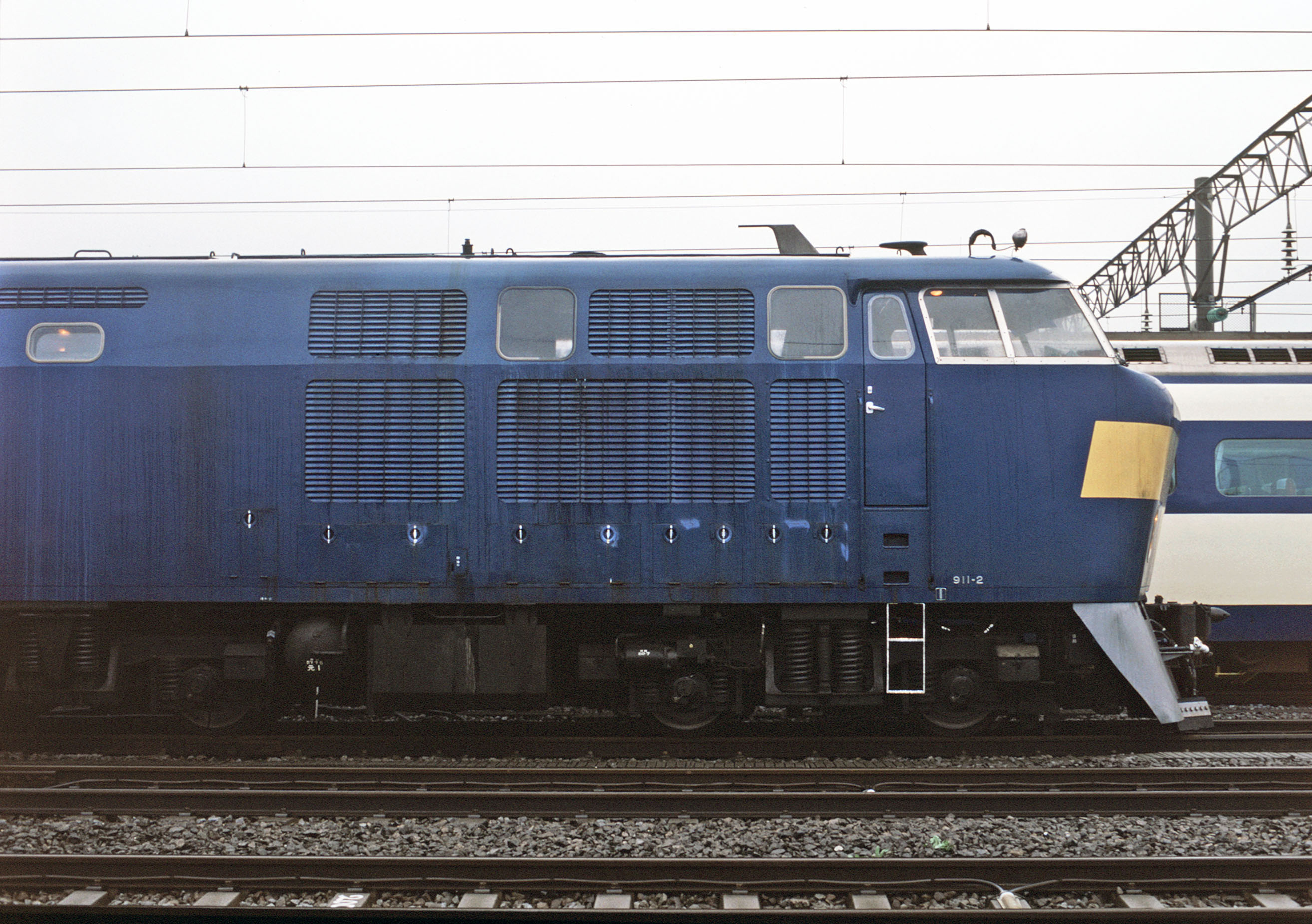
911形のサイドビュー

DD51をベースとして、箱型両運転台構造の車体、6動軸駆動に改めたもので、新幹線の事業用車共通の青20号と警戒色の黄5号の塗装（全体が青で、運転台窓下から側面にかけて太く短い黄色の帯）となっている。前面は上面が傾斜した（いわゆる「く」の字型）高運転台式非貫通の構造で、後のEF66やDD54などに似た、力強さを感じさせる半流線型の造形デザインであった。この車両には在来線機関車のようなナンバープレートは使用せず、形式称号は新幹線旅客車と同様のステンレス小型切抜き文字によって運転室扉近接の車体下部に装着された。この意匠は日本貨物鉄道（JR貨物）に継承されており、21世紀になった現在でも同社の機関車に受け継がれている。
エンジンは先行車の1号機ではDD51と同じDML61S (1,000PS/1,500rpm) ×2が使用されたが、量産車の2号機・3号機では余裕を持たせるため、中期DD51のDML61Z (1,100PS/1,500rpm) ×2に変更され出力が強化された。液体変速機は初期型DD51と同じDW2であるが、使用目的によって引張力と速度を2段に切り替えられるように、高速段 (160km/h) と低速段 (92km/h) の副変速機を付加したDW2Bを搭載し6軸の車輪を駆動する。救援の際の後続列車のダイヤへの影響を減らすべく、最高速度は160km/hと高く設定されており、また、20‰勾配において東海道新幹線型16両編成の満員電車に相当する引き出しが可能となっている。
連結器は工事車両の牽引も考えられていたので、新幹線用密着連結器と並形自動連結器の双頭連結器を装備していた。列車救援を念頭において製造されているので、牽引される電車に予備灯電源を供給するためのディーゼル発電装置を搭載している。　
本機の特徴として、ATCを搭載した世界初の機関車であることが上げられる。速度区分は0系新幹線と同じで、160km/h信号ないし200km/h信号受信時には最高速度で走行可能である。高速走行中に70km/h信号を受信すると、DML61エンジンが轟音を立てて抑速を行う。
設計最高速度160km/hのディーゼル機関車は以前からヨーロッパを中心に存在していたが、山陽新幹線開業前の1972年、新大阪 - 岡山間を1時間弱で走破し、平均速度165km/hのディーゼル機関車世界速度記録を樹立した。

## 運用
前述のように故障電車の救援用として製造されたが、幸いにもこの目的で使用されることはなく（列車密度等の面から、故障等で立ち往生した列車の救援には、前後の列車を使用して行うような措置になったため）、自力走行できない軌道検測車921形0番台を160km/hで牽引する運用についたが、新型検測車922形10番台が導入されると921形0番台は予備車となり、922形10番台の検査入場中の検測や、工事列車の牽引に活用された。
国鉄分割民営化時にJR東海に継承された2号機は1995年12月に廃車となり、以降はJR東海浜松工場で保管され、工場の一般公開時（新幹線なるほど発見デー）に展示されていたが、すでに解体され現存しない。